# Ärmelband
Als Ärmelbander werden verschiedene militärische Tätigkeits- oder Tapferkeitsauszeichnungen bei deutschen Armeen seit dem Kaiserreich bezeichnet. Bei der Bundeswehr werden sie als Traditions- und Verbandsabzeichen an beiden Unterärmeln getragen.
Bei der Wehrmacht wurden die persönliche Auszeichnungen seit 1941 am linken Unterärmel getragen. Darüber hinaus gab es Ärmelstreifen, die am rechten Unterärmel getragen wurden. Sie galten als Traditions- und Verbandsabzeichen und wurden an bestimmte Truppenteile der Wehrmacht, der SA und der SS verliehen.

## Bundeswehr
Bei der Bundeswehr wurde mit der Einführung der Ehrennamen Ärmelbänder für die Angehörigen dieser Einheiten vergeben. Dieses wird am Dienstanzug getragen.
Bei der Streitkräftebasis

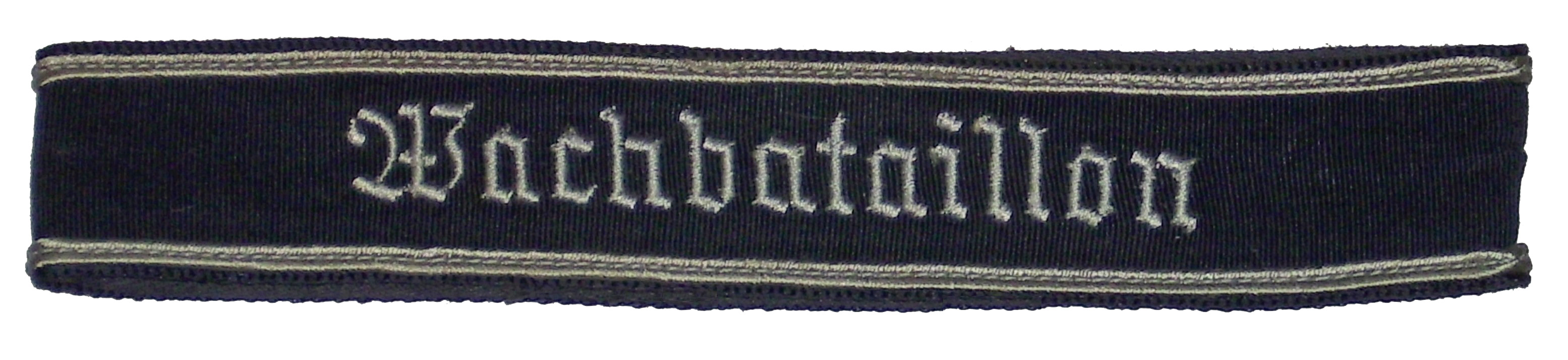
Ärmelband des Wachbataillon BMVg

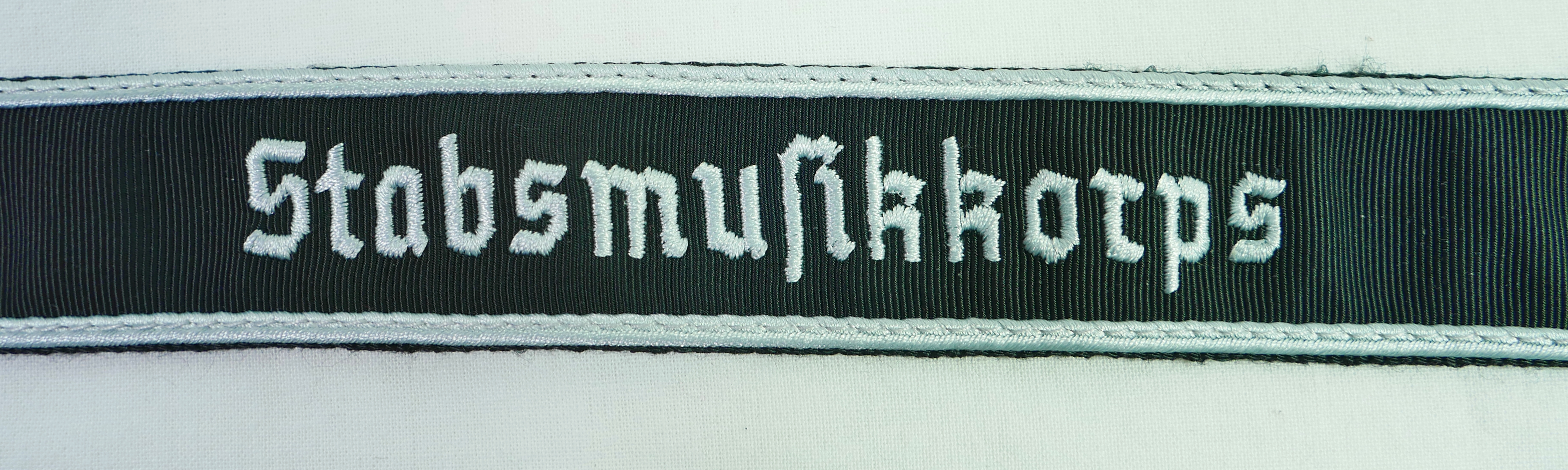
Ärmelband Stabsmusikkorps

- Wachbataillon beim Bundesministerium der Verteidigung
- Stabsmusikkorps der Bundeswehr

Beim Heer
- Heeresfliegertruppe
- Offizierschule des Heeres
- Panzerlehrbrigade 9
- Unteroffizierschule des Heeres

Bei der Luftwaffe

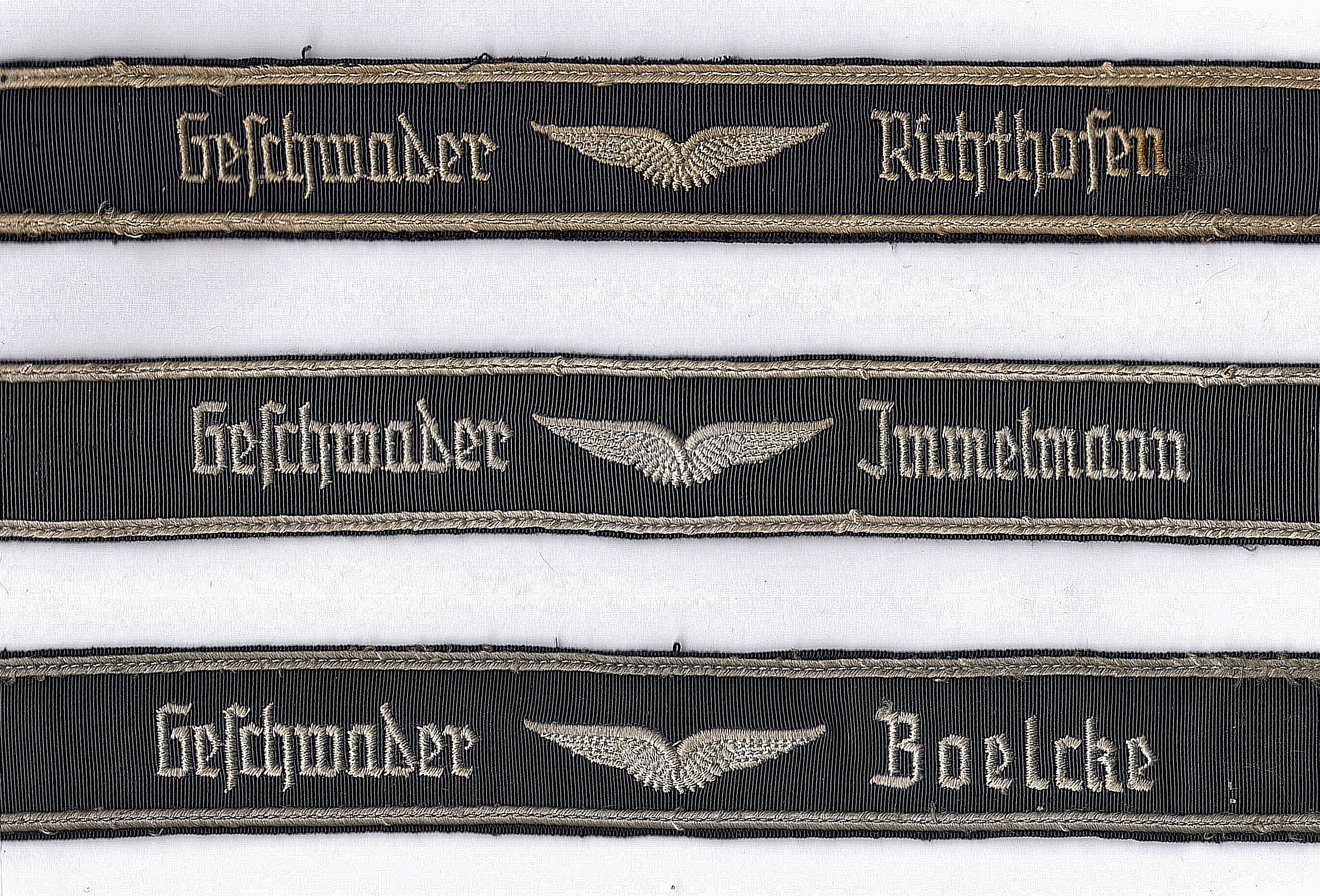
Ärmelbänder der Traditionsgeschwader der Bundeswehr

- Taktisches Luftwaffengeschwader 31 „Boelcke“
- Taktisches Luftwaffengeschwader 51 „Immelmann“
- Taktisches Luftwaffengeschwader 71 „Richthofen“
- Taktisches Luftwaffengeschwader 73 „Steinhoff“
- Taktisches Luftwaffengeschwader 74, (trug bis März 2005 den Traditionsnamen „Mölders“)

## Geschichte

### Nationale Volksarmee
In der Nationalen Volksarmee und anderen bewaffneten Einheiten der DDR gab es eine Reihe von Zugehörigkeits-Ärmelstreifen:
| Einheit                                                | Stiftung | Stiftungsgrund | Aufschrift / Aussehen     | Charakter                    |
| ------------------------------------------------------ | -------- | -------------- | ------------------------- | ---------------------------- |
| Wachregiment der NVA, vermutlich WR „Friedrich Engels“ |          |                | NVA-Wachregiment          | Zugehörigkeits-Ärmelstreifen |
| Grenztruppen der DDR                                   |          |                | GRENZTRUPPEN DER DDR      | Zugehörigkeits-Ärmelstreifen |
| Wachregiment „Feliks Dzierzynski“                      |          |                | Wach.-Rgt. F. Dzierzynski | Zugehörigkeits-Ärmelstreifen |

### Wehrmacht

#### Ärmelbänder

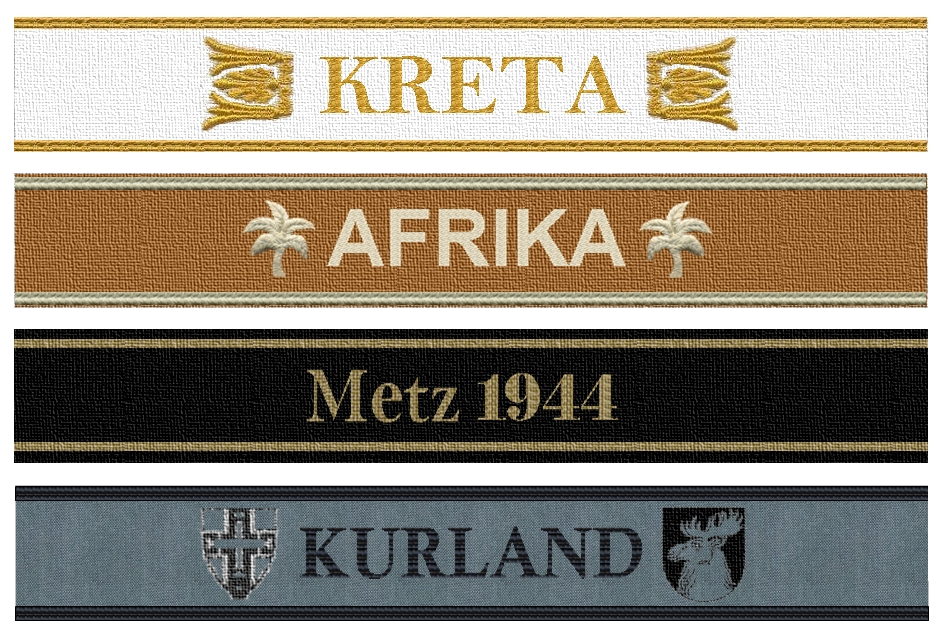
Die Ärmelbänder der Wehrmacht im Überblick

Die erste derartige Auszeichnung wurde von Adolf Hitler am 16. Oktober 1941 mit dem Ärmelband Kreta nach der Luftlandeschlacht um Kreta gestiftet. In Folge wurden bis 1945 insgesamt vier Ärmelbänder gestiftet:
- Ärmelband Kreta
- Ärmelband Afrika am  15. Januar 1943
- Ärmelband Kurland am 12. März 1945
- Ärmelband Metz 1944 am 24. Oktober 1944

Ärmelbänder als Tapferkeitsauszeichnung wurden bisher nur von der Wehrmacht verliehen.
Verleihungsbestimmungen
Zunächst gab es einzelne Verleihungsbestimmungen für die drei Teilstreitkräfte, ab dem Ärmelband Afrika wurden diese aber für Luftwaffe, Heer, Marine und Waffen-SS zusammengeführt. Für die Erlangung eines der Ärmelbänder waren verschiedene Voraussetzungen zu erfüllen:
Für das Ärmelband Kreta
- Heer: Soldaten, die bis 27. Mai 1941 auf der Insel gelandet waren, sowie Soldaten, die am 19. Mai 1941 in See gegangen und am Seegefecht vor Kreta beteiligt waren.
- Marine: Alle Marineangehörigen, die bis zum 27. Mai 1941 auf dem Luft- oder Seewege Kreta erreichten, sowie die Marineangehörigen, die am 21. /22. Mai 1941 mit der ersten bzw. zweiten Transportstaffel an den Seegefechten bei Sparta und Milos teilnahmen. Außerdem konnten diejenigen Marineangehörigen berücksichtigt werden, die beim ersten Panzertransport vom Festland nach Kreta am 26. bis 27. Mai 1941 teilnahmen.
- Luftwaffe: Fallschirmjäger, die über Kreta abgesprungen oder luftangelandet worden waren, sowie die Besatzungen der Kampfgeschwader z. b. V. (zur besonderen Verwendung), die zum Absetzen von Fallschirmjägern oder zur Landung auf Kreta eingesetzt waren, sowie die Flugzeugbesatzungen der bis 27. Mai 1941 mit Kampfaufträgen über Kreta oder im Seegebiet um die Insel eingesetzten Aufklärungs-, Jagd-, Kampfflieger, Stuka- und Zerstörerverbände.

Für das Ärmelband Afrika
- Einsatz für vier Monate auf afrikanischem Boden
- Verwundung bei diesem Einsatz
- Erkrankung an einer Tropenkrankheit auf afrikanischem Boden
- Nach dem Erhalt einer deutschen Tapferkeitsauszeichnung auf afrikanischem Boden

Für das Ärmelband Kurland
- Teilnahme an mindestens drei Kurlandschlachten oder
- ununterbrochener Aufenthalt von drei Monaten im Bereich der Heeresgruppe Kurland oder
- Verwundung im Kurlandkessel

Für das Ärmelband Metz 1944
- Ehrenvoller, mindestens siebentägiger Einsatz im Rahmen der Kampfgruppe von Siegroth
- Verwundung in der Schlacht um Metz

Außerdem konnte es als „Traditionsabzeichen“ von allen Offizieren, Beamten, Unteroffizieren und Mannschaftsdienstgraden der „Schule Vlf. Fhj. d. Inf. Metz“ erworben werden.

#### Ärmelstreifen
Die Ärmelstreifen gehen auf ähnliche Bänder des Reichsheeres zurück, bei der bestimmte Einheiten solche Ärmelstreifen trugen. Ärmelstreifen dienten der Kenntlichmachung der Zugehörigkeit zu bestimmten Truppenteilen und mussten als solche beim Verlassen einer Einheit entfernt werden. Die Streifen wurden am Waffenrock (Heer), Tuchrock (Luftwaffe), Rock (Marine) und an der Feldbluse am rechten Ärmel getragen.
| Einheit                                                               | Stiftung           | Stiftungsgrund | Aufschrift / Aussehen      | Charakter                    |
| --------------------------------------------------------------------- | ------------------ | --- | -------------------------- | ---------------------------- |
| Nachrichten-Lehrabteilung, Panzer-Lehrregiment                        | 21. Juni 1939      | Spanischer Bürgerkrieg | 1936 Spanien 1939          | Erinnerungs-Ärmelstreifen    |
| Infanterieregiment 199 (ab November 1943) bzw. 19 (ab September 1944) | 21. September 1939 | Übernahme der Tradition des Kgl. Bayer. Reserve-Infanterie-Regiments Nr. 16. Der Ärmelstreifen wurde dem Gren. Regt. 199 am 12. November 1943 verliehen in Erinnerung an das Kgl. Bayer. Res. Inf. Rgt. „List“, in dem Hitler im Ersten Weltkrieg gedient hatte. | Infanterie-Regiment List   | Erinnerungs-Ärmelstreifen    |
| Infanterieregiment 227                                                | 9. August 1940     | Übernahme der SA-Standarte „Feldherrnhalle“ in das Heer | Feldherrnhalle             | Zugehörigkeits-Ärmelstreifen |
| Gebirgsjägerbrigade 139                                               | 13. April 1945     | Unfalltod von Eduard Dietl am 24. Juli 1944 | Generaloberst Dietl        | Erinnerungs-Ärmelstreifen    |
| Soldaten der Festung Metz, Schule VI für Fahnenjunker                 | 24. Oktober 1944   | Kampf um Metz | Metz 1944                  | Erinnerungs-Ärmelstreifen    |
| Kavallerieregiment 5                                                  | 29. Dezember 1944  | 95. Geburtstag des Feldmarschalls August von Mackensen | Feldmarschall v. Mackensen | Erinnerungs-Ärmelstreifen    |
| Propagandatruppe                                                      | 16. August 1938    | | Propagandakompanie         | Zugehörigkeits-Ärmelstreifen |
| Division Großdeutschland                                              | 20. Juni 1939      | | Großdeutschland            | Zugehörigkeits-Ärmelstreifen |
| Feldgendarmerie                                                       | 1939               | | Feldgendarmerie            | Zugehörigkeits-Ärmelstreifen |
| Stammpersonal der Heeresunteroffiziersvorschulen                      | 1939               | | Unteroffiziersvorschule    | Zugehörigkeits-Ärmelstreifen |
| Soldaten des Führerhauptquartiers                                     | August 1939        | | Führerhauptquartier        | Zugehörigkeits-Ärmelstreifen |
| Feldpost                                                              | 29. September 1939 | | Feldpost                   | Zugehörigkeits-Ärmelstreifen |
| Filmtrupps des OKH                                                    | 19. Mai 1941       | | Filmtrupps                 | Zugehörigkeits-Ärmelstreifen |
| Afrikakorps                                                           | 18. Juli 1941      | | Afrikakorps                | Zugehörigkeits-Ärmelstreifen |
| Stabshelferinnen                                                      | 1942               | | Stabshelferin des Heeres   | Zugehörigkeits-Ärmelstreifen |
| Regiment und Ersatzbataillon "Brandenburg"                            | 17. August 1944    | | Brandenburg                | Zugehörigkeits-Ärmelstreifen |
| 44. Reichs-Grenadier-Division Hoch- und Deutschmeister                | 26. Februar 1945   | | Hoch und Deutschmeister    | Zugehörigkeits-Ärmelstreifen |
| OT, RAD und Polizei Einheit im Einsatz                                |                    | | Deutsche Wehrmacht         | Zugehörigkeits-Ärmelstreifen |
| Heeresmusikschule                                                     |                    | | Heeresmusikschule          | Zugehörigkeits-Ärmelstreifen |

| Einheit                                                                                       | Stiftung          | Aufschrift / Aussehen                            | Charakter                            |
| --------------------------------------------------------------------------------------------- | ----------------- | ------------------------------------------------ | ------------------------------------ |
| Jagdgeschwader 2                                                                              | 25. März 1935     | Jagdgeschwader Richthofen                        | Erinnerungs-Ärmelstreifen            |
| Kampfgeschwader 157, später umbenannt in Kampfgeschwader 27                                   | 18. April 1935    | Geschwader Boelcke                               | Erinnerungs-Ärmelstreifen            |
| Sturzkampfgeschwader 162, später umbenannt in Sturzkampfgeschwader 2 und Schlachtgeschwader 2 | 18. April 1935    | Geschwader Immelmann                             | Erinnerungs-Ärmelstreifen            |
| Zerstörergeschwader 142, später umbenannt in Zerstörergeschwader 26                           | 6. April 1936     | Geschwader Horst Wessel                          | Erinnerungs-Ärmelstreifen            |
| Kampfgeschwader 152, später umbenannt in Kampfgeschwader 1                                    | 20. April 1936    | Geschwader Hindenburg                            | Erinnerungs-Ärmelstreifen            |
| Kampfgeschwader 253, später umbenannt in Kampfgeschwader 4                                    | 4. Juni 1936      | Geschwader General Wever                         | Erinnerungs-Ärmelstreifen            |
| Jagdgeschwader 132, später umbenannt in Jagdgeschwader 26                                     | 8. Dezember 1938  | Jagdgeschwader Schlageter                        | Erinnerungs-Ärmelstreifen            |
| Kampfgeschwader 53, Flakregiment 9, Luftnachrichtenregiment 3                                 | 12. Juni 1939     | Legion Condor                                    | Erinnerungs-Ärmelstreifen            |
| Aufklärungsgruppe 10                                                                          | 5. September 1939 | Tannenberg                                       | Erinnerungs-Ärmelstreifen            |
| Jagdgeschwader 3                                                                              | 20. Dezember 1941 | Jagdgeschwader Udet                              | Erinnerungs-Ärmelstreifen            |
| Jagdgeschwader 51                                                                             | 20. Dezember 1941 | Jagdgeschwader Mölders                           | Erinnerungs-Ärmelstreifen            |
| Jagdverband 44                                                                                |                   | Geschwader Galland                               | Zugehörigkeits-Ärmelstreifen         |
| Jagdgeschwader Freiherr von Richthofen                                                        | 29. Oktober 1935  | Jagdgeschwader Frhr. v. Richthofen Nr. 1 1917/18 | Weltkriegs-Erinnerungs-Ärmelstreifen |
| Jagdstaffel Boelcke Nr. 2                                                                     | 29. Oktober 1935  | Jagdstaffel Boelcke Nr. 2 1916/18                | Weltkriegs-Erinnerungs-Ärmelstreifen |
| Fallschirmjäger-Regiment 1                                                                    | 22. Mai 1942      | Fallschirm-Jäger Rgt. 1                          | Zugehörigkeits-Ärmelstreifen         |
| Fallschirm-Divisionen                                                                         | ab Juni 1942      | Fallschirm-Jäger Rgt. 1                          | Zugehörigkeits-Ärmelstreifen         |
| Fallschirm-Panzer-Division 1 Hermann Göring                                                   | 22. Mai 1942      | HERMANN GÖRING                                   | Zugehörigkeits-Ärmelstreifen         |
| Kriegsberichterstatter                                                                        | 20. November 1940 | Kriegsberichter der Luftwaffe                    | Zugehörigkeits-Ärmelstreifen         |
| Soldaten des Führerhauptquartiers                                                             | August 1939       | Führerhauptquartier                              | Zugehörigkeits-Ärmelstreifen         |

| Einheit                           | Stiftung    | Aufschrift / Aussehen | Charakter                    |
| --------------------------------- | ----------- | --------------------- | ---------------------------- |
| Soldaten des Führerhauptquartiers | August 1939 | Führerhauptquartier   | Zugehörigkeits-Ärmelstreifen |
| Marinehelfer                      |             | Marinehelfer          | Zugehörigkeits-Ärmelstreifen |
| Marinehelferinnen                 |             | Marinehelferin        | Zugehörigkeits-Ärmelstreifen |
| Marineoberhelfer                  |             | Marineoberhelfer      | Zugehörigkeits-Ärmelstreifen |

### Waffen-SS
| SS-Kriegsberichter | SS-Standarte Kurt Eggers |

In der Waffen-SS wurden Ärmelstreifen am linken Ärmel mit der Truppenzugehörigkeit (Division, Bataillon oder Sondereinheit) getragen. Siehe etwa SS-Standarte Kurt Eggers.

### Reichsheer

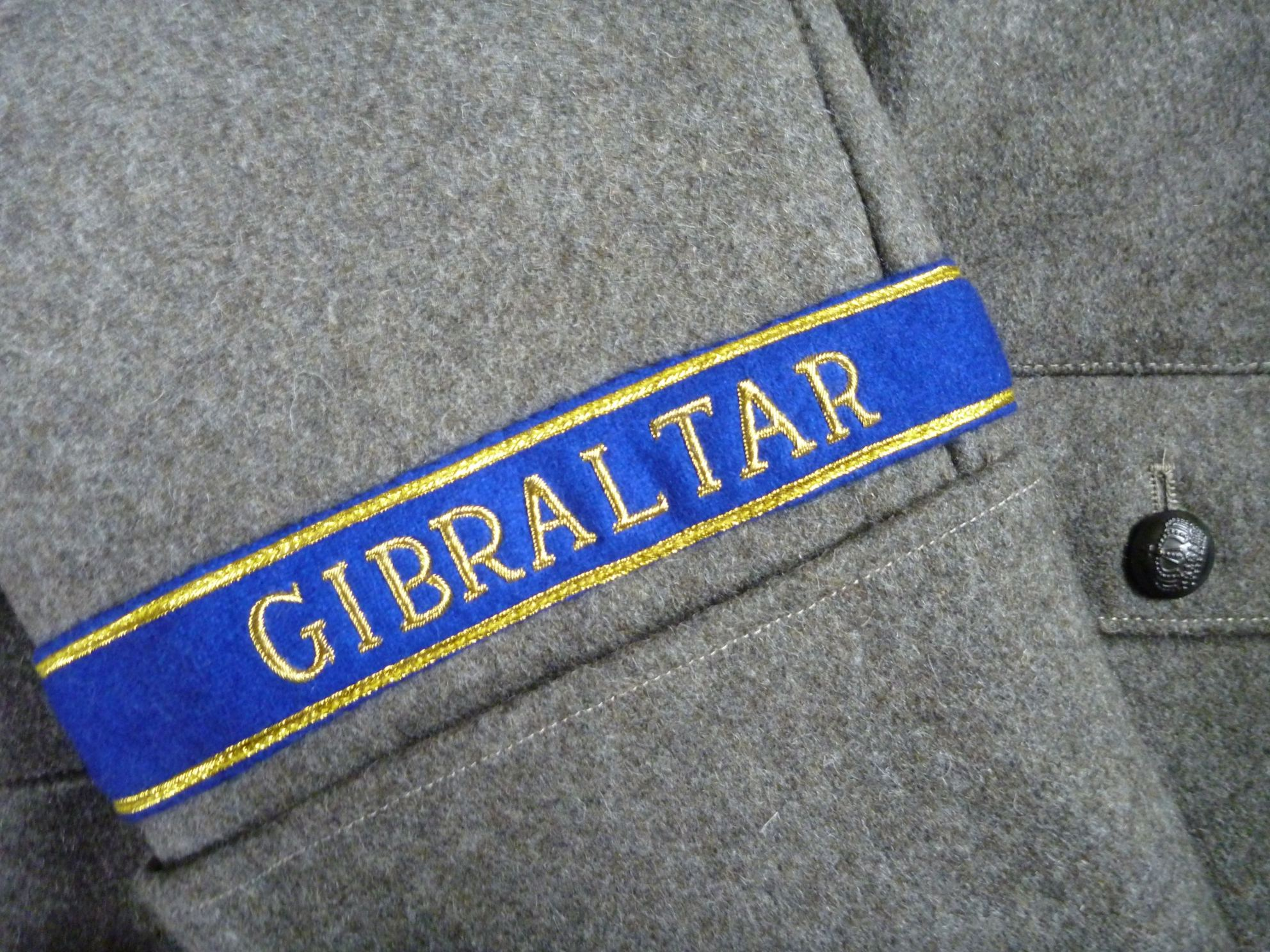
Ärmelband Gibraltar

Im Deutschen Heer des Kaiserreichs gab es seit dem 24. Januar 1901 ebenfalls Ärmelbänder. Preußische Verbänden mit hannoveranischer Tradition (namentlich die Infanterie-Regimenter Nr. 73 und 79 sowie das Jäger-Bataillon Nr. 10) besaßen die Erlaubnis, ein Band mit der Inschrift „GIBRALTAR“ tragen zu dürfen. Dieses geht auf die Würdigung durch Georg III. vom 14. Oktober 1783 zurück, der das Ärmelband in seiner ursprünglichen Form verlieh.